# Chuwi
Chuwi es un grupo musical de Puerto Rico creado en 2019 en la ciudad de Isabela.

## Historia
El grupo fue creado por los hermanos Willy, Lorén y Wester Aldarondo en la ciudad puertorriqueña de Isabela. El grupo creció en el contexto de las protestas en Puerto Rico por la destitución de Ricardo Rosselló ya que en sus letras reivindica temas como la independencia de Puerto Rico, la migración y la gentrificación, entre otros.Chuwi ha llamado la atención de músicos como Eduardo Cabra —exCalle 13— y Buscabulla. 
En 2024 publicaron la canción «Weltita» en colaboración con Bad Bunny en su disco Debí tirar más fotos.

## Integrantes
- Willy Aldorondo Torres
- Lorén Aldorondo Torres - voz
- Wester J. Aldorondo Torres
- Adrián López .

## Discografía
- Tierra (2024)
- Pan (2022)